# Jämtland (condado)
Nota linguística: Não confundir grevskap (território governado por um conde) com län (subdivisão administrativa da Suécia).
O Condado da Jämtland (em sueco: Jämtlands län;  ouça a pronúncia), raramente Condado da Jemtlândia (em latim: Iemtlandia), Jemcia (em latim: Jemtia) ou Jempia (em latim: Iempihia), é um dos 21 condados em que a Suécia está atualmente dividida.                                                                        
Está situado no centro-oeste do país.                                                                      
Abrange essencialmente as províncias históricas da Jämtland e de Härjedalen. 

Ocupa 12% da superfície total da Suécia, e tem cerca de 132 570 habitantes (2024).                                                                                                             A sua sede administrativa (residensstad) está na cidade de Östersund. 

A província da Jämtland está situada precisamente no centro da Escandinávia, a igual distância de Sundsvall e de Trondheim, assim como de Kiruna e Copenhaga.

A região se distingue pela sua beleza natural, dominado por vastas florestas, altas montanhas e grandes lagoas e rios. A agricultura e a silvicultura são desde sempre as bases da economia. No século XX, foi desenvolvidos a hidroenergia e o turismo, bem como uma variedade de indústrias de porte médio. No entanto, a região sofreu um grave declínio populacional na época.
A capital Östersund fica à beira do Grande Lago e resulta de um decreto régio do rei Gustavo III em 1786. Ele queria assegurar o seu poder numa região que tinha laços estreitos com a Noruega, e que tinha feito parte do reino Dinamarca-Noruega até a Paz de Brömsebro em 1645. A presença militar era muito forte até a década de 1990, quando os regimentos foram retirados um por um. Por muitos, isto foi visto como uma crise, e hoje a cidade procura uma nova identidade. Parte da Universidade do Centro da Suécia (Mittuniversitetet) foi ali estabelecido em 2005, e hoje a cidade tem cerca de 43 000 habitantes.
Entre os lugares de interesse turístico na região se destacam o jardim zoológico da ilha Frösön e o museu regional Jamtli, bem como a estacão de esqui Åre.

## História
O Condado da Jämtland foi fundado em 1810, quando a Jämtland se separou do condado da Västernorrland e Härjedalen do condado de Gävleborg.

### O condado atual
O Condado da Jämtland é constituído pela maior parte das antigas províncias históricas de Jämtland e Härjedalen, assim como partes da Ångermanland e Hälsingland, e pequenas parcelas da Lapónia e da Dalecárlia.

O Condado da Jämtland
A Província histórica da Jämtland
A Província histórica da Härjedalen

## Geografia

### Comunas
O condado está dividido em 8 comunas (kommuner) a nível local:

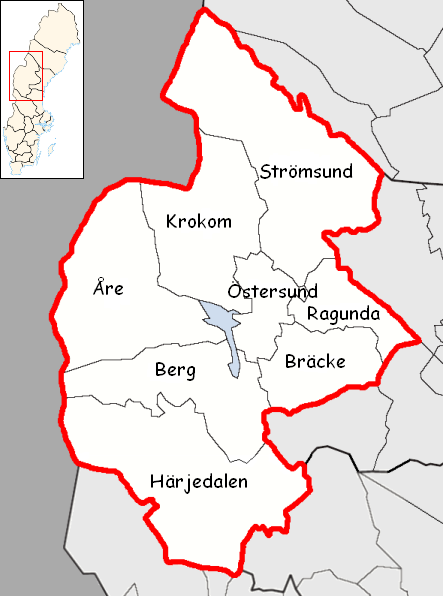

| \| Comuna \| População (31 de dezembro de 2022) \| \| ---------- \| ---------------------------------- \| \| Berg \| 7176 \| \| Bräcke \| 6162 \| \| Härjedalen \| 10185 \| \| Krokom \| 15532 \| \| Ragunda \| 5174 \| \| Strömsund \| 11397 \| \| Åre \| 12330 \| \| Östersund \| 64714 \| |                                    |
| |                                    |
| Comuna | População (31 de dezembro de 2022) |
| Berg | 7176                               |
| Bräcke | 6162                               |
| Härjedalen | 10185                              |
| Krokom | 15532                              |
| Ragunda | 5174                               |
| Strömsund | 11397                              |
| Åre | 12330                              |
| Östersund | 64714                              |

### Cidades e localidades principais
Os maiores centros urbanos do condado eram em 2020:

- Östersund (52980 habitantes)
- Strömsund (3 692 habitantes)
- Åre (3 552 habitantes)
- Sveg (2 509 habitantes)
- Krokom (1 870 habitantes)
- Järpen (1 589 habitantes)
- Ås (1 471 habitantes)
- Bräcke (1 467 habitantes)

### Economia
O Condado da Jämtland tem um carácter fortemente florestal. A silvicultura e a pecuária são as fontes tradicionais da economia local. A indústria é relativamente pouco desenvolvida e concentrada na região de Östersund. Hoje em dia, as atividades principais são os serviços e o turismo. Os pontos turísticos mais visitados ficam situados nas regiões montanhosas de Klövsjö e Vemdalen, no vale de Funäsdalen e na área de Åre–Duved–Storlien, ao longo da via férrea Östersund–Trondheim

### Educação

#### Ensino superior
- Universidade do Centro (Mittuniversitetet; Sundsvall e Östersund)

## Política e administração regional

### Órgão administrativo regional
Como subdivisão regional, o condado é chefiado por um governador (landshövding), nomeado pelo governo, e tem a missão de executar as tarefas administrativas do estado nesse mesmo condado, contando para tal com o ”Conselho Administrativo do Condado da Jämtland” (Länsstyrelsen i Jämtlands län). 

### O condado e a região
No mesmo território do Condado da Jämtland (län), opera a Região Jämtland Härjedalen (region). Enquanto que o condado é um órgão administrativo – cujo governador é nomeado pelo estado, a região é um órgão político – eleito pelos cidadãos, e responsável pela gestão local da saúde, transportes, cultura, etc…

### O condado na União Europeia
No âmbito da União Europeia, o Condado da Jämtland é uma unidade estatística do tipo (Nuts 3).